# Xenomorph
Xenomorphen, (även känd som Xenomorph XX121), är en aggressiv endoparasitoid utomjordisk livsform som är huvudantagonisten i Alien- och Alien vs. Predator-franchiserna. Denna varelse gjorde sin debut i Ridley Scotts klassiska science fiction-film Alien från 1979. Den har därefter dykt upp i alla följande filmer som kom efter den första filmen; Aliens – Återkomsten, Alien 3, Alien återuppstår och Alien: Romulus. Arten återkom i senare prequel-filmer som började med Prometheus och senare Alien: Covenant. Den förekom också i crossover-filmerna Alien vs. Predator (2004) och Aliens vs. Predator 2. Varelsen återkommer också under 2025 i den kommande TV-serien Alien: Earth på FX. Dessutom dyker Xenomorphen upp i olika litteratur- och videospel spin-offs från båda franchiserna.
Xenomorphen och dess ras beskrivs som parasitiska dödliga livsformer som inte förlitar sig på teknologi eller avancerad militär utrustning, utan är istället primitiva, köttätande varelser utan något högre mål än att bevara och sprida sin egen art med alla nödvändiga medel, och dödar allt och alla som kan hota deras existens. Xenomorphens näste liknar dagens getingar och termiter, där en enda drottning lägger ägg i ett näste som byggs av arbetare. 
Dess livscykel innefattar en våldsamt traumatisk implantation av parasitoida embryon i levande värddjur; dessa bryter sig brutalt ut ur värddjurets kropp efter en kort tid inuti sin värd, mognar senare till vuxen ålder inom några timmar och söker upp fler värddjur att impregnera med flera parasitiska embryon.
Xenomorphen designades av den schweiziske konstnären H.R. Giger. De praktiska effekterna för xenomorphens huvud designades och konstruerades av den italienske specialeffektsdesignern Carlo Rambaldi. Artens design och livscykel har utökats i stor utsträckning, ibland på ett inkonsekvent sätt, genom varje film.
Xenomorphen har idag efter sin debut 1979 blivit en världskänd ikon inom skräckfilmsvärlden samt blivit en av filmhistoriens mest ikoniska monster.

## Koncept och skapande
Manuset till första Alien-filmen skrevs ursprungligen av Dan O'Bannon och Ronald Shusett. Dan O'Bannon skrev en inledning där besättningen på ett gruvskepp skickas för att undersöka ett mystiskt meddelande på en främmande planet. Han bestämde sig så småningom för att hotet skulle vara en utomjordisk varelse, men han kunde inte komma på något intressant sätt för den att ta sig ombord på skeppet. Inspirerad efter att ha vaknat upp ur en dröm sa Shusett: ”Jag har en idé: monstret sätter på en av dem”, planterar sitt ägg i hans kropp och spränger sig sedan ut ur hans bröstkorg. Båda insåg att idén aldrig hade gjorts förut, och det blev sedan filmens kärna. ”Det här är en film om symboliserad våldtäkt”, sa O'Bannon i dokumentären Alien Evolution. O'Bannon ansåg att symboliken med ’homosexuell oral våldtäkt’ var ett effektivt sätt att göra manliga tittare obekväma.
Innan O'Bannon skrev manuset till Alien hade han arbetat i Frankrike med den chilenske kultregissören Alejandro Jodorowskys planerade filmatisering av Frank Herberts klassiska science fiction-roman Dune. Den schweiziske surrealistiske konstnären H.R. Giger anlitades också för projektet. Giger visade O'Bannon sina mardrömslika konstverk. ”Jag hade aldrig sett något som var så hemskt och samtidigt så vackert som hans verk”. 
O'Bannon föreslog senare för regissören Ridley Scott att Giger skulle anlitas för att designa monstret för Alien, och sa att om han fick designa ett monster för filmen, så skulle det vara något som ingen någonsin hade sett förut. Giger designade förutom xenomorphen även äggen, ansiktskramaren "Facehugger", dess hemplanets yta och det övergivna rymdskeppet med tillhörande pilot.

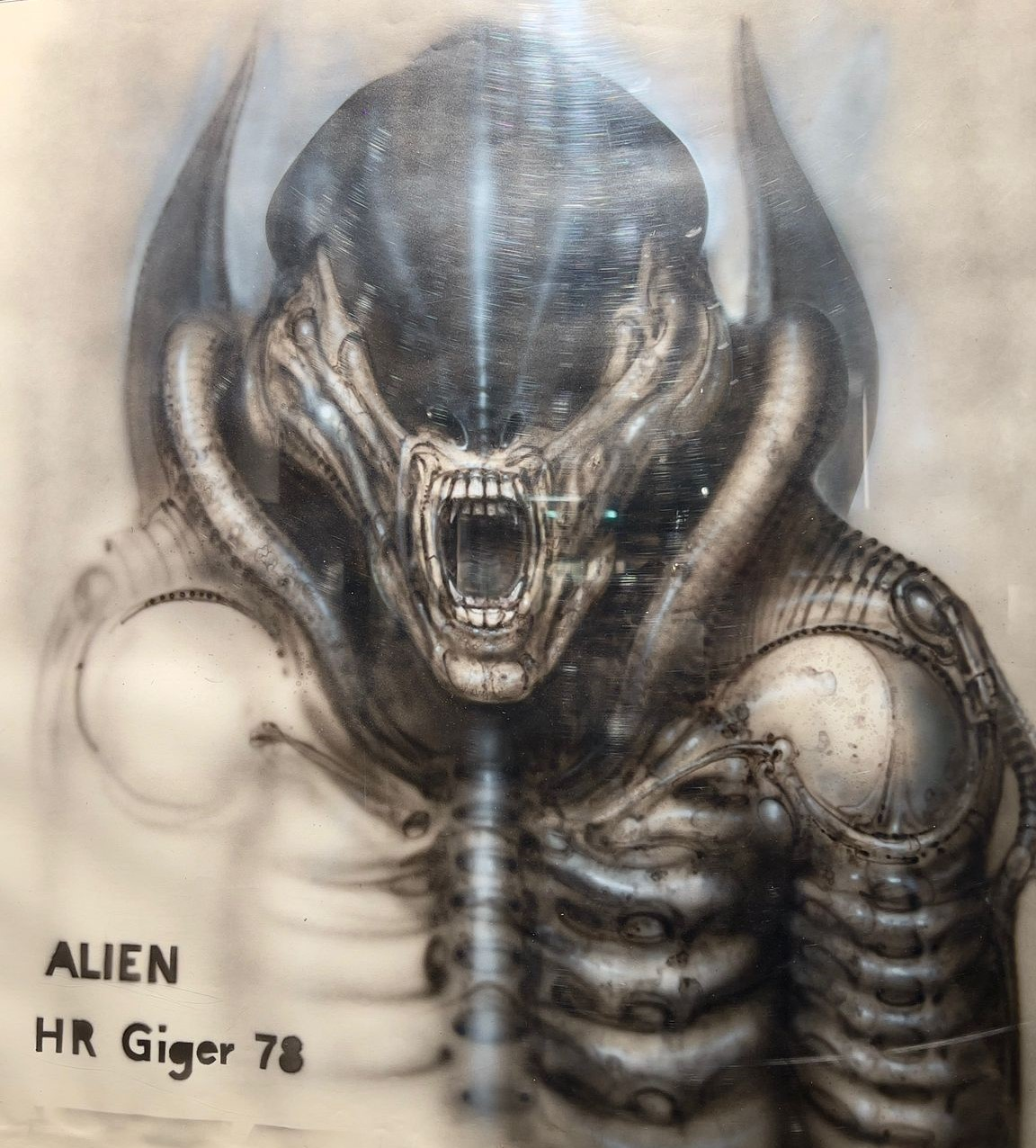
En av de många konceptbilder av H.R. Giger som blev inspirationen till designen av xenomorphen.

Gigers design för monstret framkallade många motsägelsefulla sexuella bilder. Kritikern Ximena Gallardo konstaterade att varelsens kombination av sexuellt framkallande fysiska och beteendemässiga egenskaper skapar ”en mardrömsvision av sex och död. 
Xenomorphens animatroniska huvud, som innehöll 900 rörliga delar, designades och konstruerades av specialeffektdesignern Carlo Rambaldi. Giger och Rambaldi vann tillsammans en Oscar år 1980 för visuella effekter och för sin design av Alien.

## Karaktäristiska drag

### Utseende
När xenomorphen står upprätt så är den tvåbent men beroende på vilken art sin värd tillhör så antar den oftast antingen en framåtböjd ställning eller förblir helt upprätta när de går eller springer. Dess hållning och allmänna beteende verkar vara resultatet av en blandning av DNA från embryot och dess värd. Den har ett skelettliknande utseende och är vanligtvis färgade i olika nyanser av svart, grått, blått eller brons. Varelsens kroppsvärme matchar den omgivande temperaturen i den miljö där de befinner sig, så de strålar inte ut värme, vilket gör att de inte går att skilja från sin omgivning genom värmekameror. I de flesta filmer kan vuxna xenomorpher springa och krypa längs tak, väggar och andra hårda ytor i otrolig fart. 
Likt dagens skorpioner så har xenomorphen en rakbladsvass dolkförsedd svans. Den var designad ursprungligen som en liten tagg med hulling, men efter Aliens så ändrades svansdesignen för likna ett huggvapen. Som vapen är svansens styrka mycket effektiv och har visat sig vara tillräckligt stark för att genomborra och lyfta sina fiender med till synes liten ansträngning. 
Rasen har långsträckta, cylindriska skallar med ihåliga ögon innanför. Xenomorphen har en inre utskjutande huggtandsförsedd tunga som är tillräckligt kraftfull för att krossa ben och metall. Hur varelserna kan se är osäkert.

### Fysiologi
Xenomorphens blod innehåller koncentrerad fluorvätesyra och svavelsyra som kan fräta nästan vad som helst vid kontakt med otrolig hastighet. Det är matt gult till färgen och verkar vara trycksatt inuti kroppen så att det sprutar ut med stor kraft när varelsen skadas. Varelserna kan också producera en tjock, stark slembildande hinna som de använder för att bygga sina nästen och för att förpuppa sina offer, och de kan använda väggarna i nästet som kamouflage. Xenomorphen dreglar också kraftigt i form av ett klibbigt, genomskinligt slem; även om det inte är ett giftigt ämne i sig, så är det vanligt att Alien-filmerna använder det som ett spänningsskapande medel, där en karaktär ser den fallande saliven innan de märker att varelsen är precis ovanför dom.

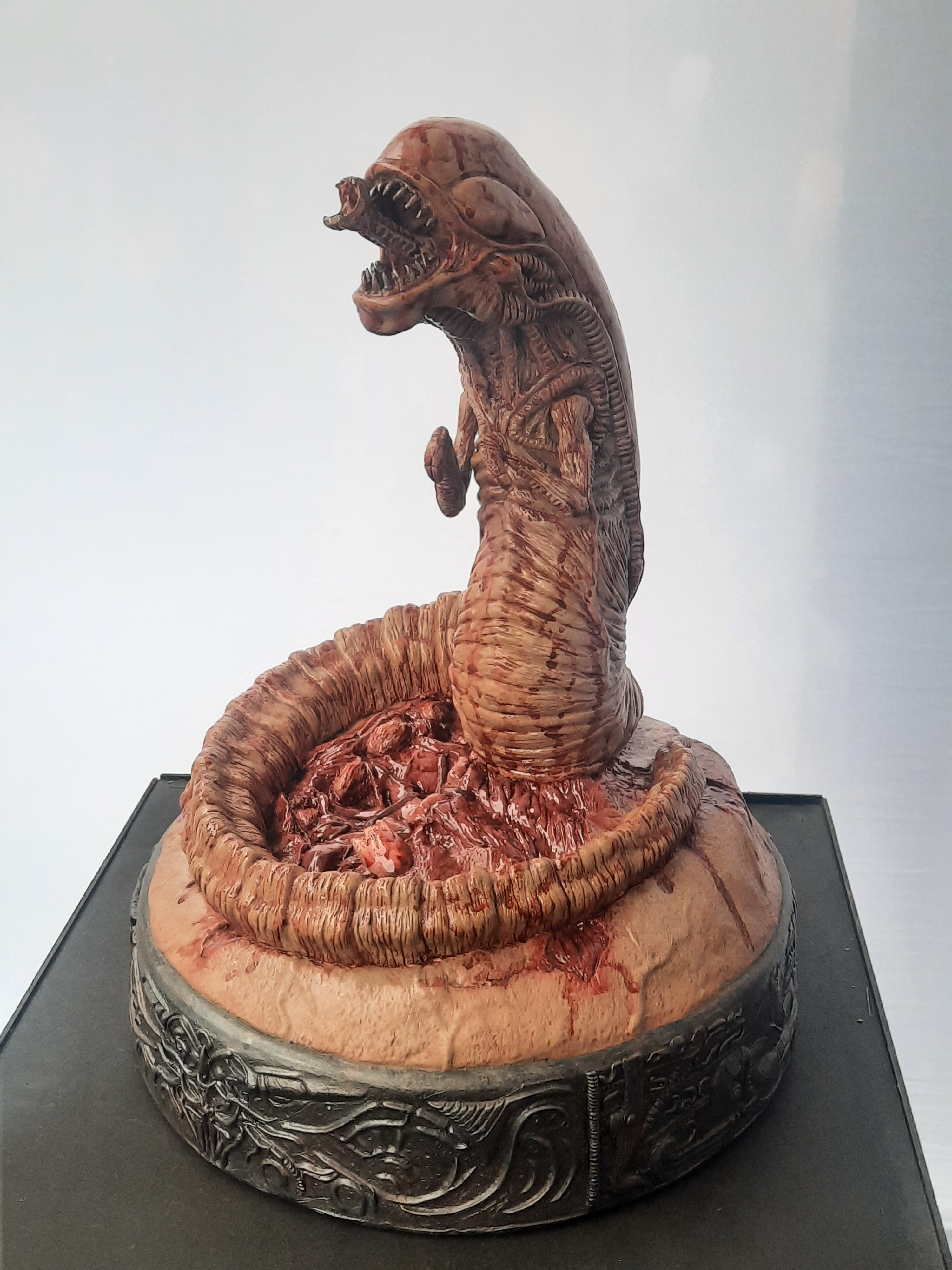
Xenomorphen i sitt yngre stadie kallad för.

### Livscykel
Xenomorpher är eusociala livsformer födda i ett system som styrs av en drottning. Deras livscykel består av flera distinkta stadier: de börjar sina liv som ett ägg, som kläcker en parasitisk larv kallad facehugger, som sedan fäster sig vid en levande värd genom att, som namnet antyder, haka sig fast i ansiktet.
Facehuggern ”impregnerar” sedan värden med ett embryo, en så kallad ”chestburster”. Under denna tid hålls värden i ett medvetslöst tillstånd med normala vitala funktioner. Efter att ha placerat embryot i värden dör facehuggern och släpper sitt grepp om offrets ansikte och huvud. Värden upplever sedan en kort period av nästan symtomfri återhämtning, följt av det plötsliga och smärtsamma anfallet från utbrottet av en chestburster från värdens bröst, vilket resulterar i värdens död. Varelsen mognar sedan till en vuxen xenomorph inom några timmar.

### Drottningen[1]
Xenomorph-drottningen är betydligt större och starkare än normala vuxna xenomorpher och är cirka 4,5 meter lång. Deras kroppsstruktur skiljer sig också åt och de har två stycken par av armar, ett stort och ett litet. Drottningens huvud är större än hos andra vuxna varelser och skyddas av ett stort platt kranie, som liknar en krona, som varierar från drottning till drottning. 
Drottningen designades av James Cameron i samarbete med specialeffektsexperten Stan Winston, baserat på en konceptbild som Cameron hade gjort i början av projektet. Winston Studio skapade en testdrottning i skumgummi innan de konstruerade den hydrauliska modellen som användes i de flesta scenerna. Två personer satt inne och arbetade med de dubbla armarna, medan dockspelare utanför bilden arbetade mekaniskt med käkarna och huvudet. Filmen vann senare en Oscar för visuella effekter.

## Andra former

### Newborn[2]
I Alien: Återuppstår så har, på grund av betydande genetiska ingrepp i ett försök att återskapa DNA från den avlidna Ellen Ripley och Alien-drottningen inom henne, alla de klonade xenomorpher mer eller mindre mänskligare drag. Den klonade drottningen ärver en en mänsklig livmoder, och som ett resultat upphör den att lägga ägg och föder en humanoid mutanthybrid. Fysiskt skiljer sig The Newborn mycket från andra unga xenomorpher: den är större, har blek, genomskinlig hud, ett dödskalleformat ansikte med ögon, en människotunga och saknar helt svans. Den lyckas inte knyta band till drottningen, vilket leder till att den dödar drottningen och istället präglas på Ripley-klonen.

### Predalien[3]
Den här varianten är resultatet av att en facehugger befruktat en predator. ”Predalien” avbildades först i en målning av Dave Dorman och förekom sedan i serietidningarna och spelen Aliens versus Predator. Den är en stor, klumpig varelse och har en fysisk styrka som är större än hos människofödda xenomorpher. Precis som andra varelser av sin sort visar den sig också vara starkare än sin värdart, vilket bevisas av dess förmåga att med lätthet slå ner, knuffa och döda en Predator.

### Löpare/Runner[4]
I den tredje filmen så uppvisas xenomorphen i en annan form efter att ha fötts från en hund (en oxe i en annan version) och blir känd som ”Dog Alien”, (även kallad för Runner). Varelsen i sig har samma grundläggande fysiska konfiguration och instinkter som de andra utomjordingarna i de tidigare filmerna, även om det finns flera skillnader beroende på vilken värd den avlades från. Den vuxna varianten är i huvudsak fyrbent och har bakben som kan röra sig i sidled. De enda skillnaderna i beteende var att denna xenomorph betedde sig mer som en hund som i allmänhet är benäget att använda munnen istället för frambenen som sitt främsta vapen för att attackera och slita sönder sina offer med tänderna.

### Neomorph[5]
Neomorph är en muterad och blekvit version av xenomorphen som finns med i Alien: Covenant. Den skapades genom exponering för sporer som fanns på planeten som filmens besättning landade på. Neomorphen blir vilande inuti värden ett tag tills den bryter sig ut från den plats i värden där dess sporer har tagit plats (flera sporer ses ta sig in genom örat och utveckla till en Neomorph som kommer ut från ryggraden, medan en andra senare bryter sig ut från värdens hals). Neomorpher är glupska rovdjur som ofta äter liken av sina offer, och de verkar sakna sina besläktade xenomorphers bikupe-beteende, möjligen eftersom de förökar sig genom mutering istället för ägg.